# Kazuya Watanabe
Kazuya Watanabe é um empresário japonês.

## História
Watanabe estudou na Yamanashi University. Na década de 1980, foi vice-presidente da NEC Corporation na área de PCs e auxiliou Kazuhiko Nishi a criar o padrão MSX de 8 bits. Em julho de 1990, tornou-se presidente da Novell do Japão.